# Дан црепова
Дан црепова (фр. Journée des Tuiles) је назив за побуну становништва Гренобла у покрајини Дофинеји (Краљевина Француска) од 7. јуна 1788. године. Овај догађај представља увод у Француску револуцију, догађај је уједно последица економске кризе која је захватила земљу услед лоше жетве и високе цене хлеба и одбијање феудалаца да смање своје намете због тренутне кризе.

## Историја
Догађај се одиграо у провинцији Дофинеји где је формирање покрајинске скупштине изазвало велико узбуђење. До врхунца га је довела судска реформа. Дофинеја је због своје индустријске делатности и важности била једна од најразвијенијих покрајина Краљевства. Опозицију је предводила буржоазија. Становништво у граду Греноблу протестовало је када су покушали да им наметну увођење указа од 8. маја којим се дефинише укидање парламента као локалног представничког тела, чиме би изгубили право да одлучују о локалној политици. Парламент је распуштен, али се ипак састаје 20. маја. Покрајински намесник му тада саопштава налог да мора у изгон. Дана 7. јуна 1788. године народ се диже на подстицај судског помоћног особља, огорченог због пропасти парламента. Маса је заузела градска врата, попела се на кровове и бацала црепове и камење на гарнизоне који су пролазили улицама. Покрајински намесник, војвода Клермон-Тонере, трудио се да смири узбуђење, али узалуд. Када је све већи број људи почео да долази у град повукао је јединице у њихове касарне. Судски чиновници коначно су напустили Гренобл у ноћи између 12. и 13. јуна 1788. године.